# Brønderslev Psykiatriske Sygehus
Brønderslev Psykiatriske Sygehus er et psykiatrisk hospital ca. 1 km nord for Brønderslev, Nordjylland. Hospitalet drives af Region Nordjylland.
Hospitalet har i dag 6 afdelinger. N7 er primært beliggende som en underafdeling i Frederikshavn, hvor de andre 5 er i Brønderslev. Afdelinger er benævnt N2 - N7, N1, et tidligere sengeafsnit, lukkede 1. januar 2016.

## Sengeafsnit N2
Patienter, der indlægges på Sengeafsnit N2, er voksne fra 18 år, der har en skizofreni-lidelse eller en anden sygdom med psykose.

## Sengeafsnit N3
Patienter, der indlægges på Sengeafsnit N3 har forskellige psykiske sygdomme. De fleste har det, der kaldes affektive lidelser - det vil sige sygdomme som depression, mani eller bipolar lidelse.

## Ældrepsykiatrisk Sengeafsnit N4
N4 er et specialiseret sengeafsnit for ældre borgere med forskellige psykiske sygdomme. Mange af patienterne har en demenssygdom med psykiatriske komplikationer (fx hallucinationer eller vrangforestillinger.)

## Intensivt Sengeafsnit N5
Patienter, der indlægges på Sengeafsnit N5 har forskellige psykiske sygdomme, ofte skizofreni eller andre sygdomme med psykose. Nogle af patienterne har desuden en behandlingsdom og/eller et misbrug.

## Intensivt Sengeafsnit N6
Intensivt Sengeafsnit N6 modtager patienter, der på grund af akut forværring af deres psykiske sygdom, har brug for en indlæggelse på et lukket afsnit. Patienterne kan have forskellige sygdomme som bi-polar lidelse.